# Bruno Madaule
Bruno Madaule (4 de março de 1971 - 13 de setembro de 2020) foi um autor de banda desenhada francês. Ele formou-se na École d'Architecture de Toulouse, em 1988. Ele morreu em 13 de setembro de 2020 de cancro.

## Publicações
- Les Zinzinventeurs (2001–2005)[4]
- 35 heures e cie (2005)
- Tout ce que vous avez toujours voulu savoir sur le Père Noël (2008)
- Givrés! (2009-2016)

## Prémios
- "Angoulême International Comics Festival Prix Jeunesse 7–8 ans" para Les Zinzinventeurs (2002)[3]